# Fizir FN

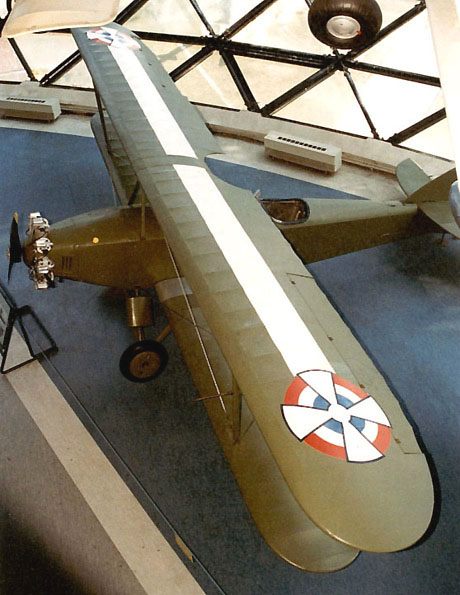
Il Fizir FN esposto presso il museo dell'aeronautica di Belgrado, vista superiore.

Il Fizir FN (Fizir da istruzione) (in cirillico Физир ФН (Физир наставни)) era un monomotore biplano da turismo ed addestramento progettato nel 1929 dal мајсторској радионици (seminario majstorskoj) diretto dall'ingegner Rudolf Fizir di Petrovaradin e prodotto dalle aziende Zmaj, Rogožarski ed Albatros negli anni trenta.
L'FN era la versione del Fizir equipaggiata con il motore radiale Walter NZ-120 da 120 CV (88 kW).

## Storia
Alla fine degli anni venti Rudolf Fizir, capo progettista e direttore del seminario majstorskoj, l'equivalente iugoslavo dell'OKB sovietico, progettò un biplano ad uso civile destinato agli aeroclub. Il prototipo, al quale venne assegnata la designazione FN, venne portato in volo per la prima volta nel 1929 motorizzato con il radiale di produzione cecoslovacca Walter NZ-120. Le eccellenti caratteristiche riscontrate durante le prove di volo convinsero ad iniziare la produzione del velivolo in una piccola serie prodotta dalla Fabrika aeroplana i hidroaviona Zmaj.
Dopo essere stato esaminato da una commissione militare del comando aereo venne deciso di sostituire tutti gli addestratori assegnati alle scuole di volo militari allora in uso con il nuovo modello.
A partire dal 1931 venne prodotta una prima serie di velivoli dotati di motorizzazione Walter e 10 equipaggiati con un Mercedes da 120 CV alla quale seguì una piccola produzione annua che alla fine del 1939 si attestò a 170 esemplari ai quali si aggiunsero altri 20 esemplari prodotti dallo stabilimento Albatros di Sremska Mitrovica nel 1940.

### Impiego operativo
Prima del coinvolgimento del Regno di Iugoslavia nella seconda guerra mondiale l'componente navale dell'aviazione militare iugoslava, operò con diversi Fizir FN convertiti in versione idrovolante ed equipaggiati con i radiali Walter Mars da 145 CV.
Gli ultimi 10 esemplari di Fizir FN vennero definitivamente messi a terra nel 1943.

## Descrizione tecnica
Il Fizir FN era un velivolo di impostazione classica per l'epoca; biplano monomotore a carrello fisso.
La fusoliera, realizzata con struttura in legno ricoperta di tela, presentava i due abitacoli posti in tandem, per il pilota e l'istruttore o passeggero, protetti da due parabrezza. Posteriormente terminava in un impennaggio classico monoderiva caratterizzato da piani orizzontali controventati.
La configurazione alare era biplana, con l'ala inferiore leggermente traslata verso la parte posteriore, collegate tra loro da una serie di montanti tubolari integrati da tiranti in filo d'acciaio, mentre la superiore era collegata alla fusoliera tramite un castello in tubi d'acciaio posto davanti all'abitacolo anteriore.
Il carrello d'atterraggio era fisso, anteriormente ammortizzato, integrato posteriormente da un pattino d'appoggio posto sotto la coda.
La propulsione era affidata ad un motore radiale posto sul muso senza alcuna protezione abbinato ad un'elica bipala a passo fisso.

## Versioni
FN

FN "seconda serie"

## Utilizzatori
Croazia
- Zrakoplovstvo Nezavisne Države Hrvatske

 Jugoslavia
- Jugoslovensko kraljevsko ratno vazduhoplovstvo i pomorska avijacija

## Esemplari attualmente esistenti
Attualmente esiste un esemplare esposto presso il Museo dell'aeronautica iugoslava di Belgrado. Si tratta di un FN prima serie prodotto dalla Zmaj, ex matricola YU-CAY.
Un esemplare idro, matricola YU-CGO, è esposto presso il Tehnički muzej (museo della tecnica) di Zagabria.